# もちうつね
もちうつね（2004年8月30日 - ）は、日本の男性ボカロP・作詞家・作曲家・イラストレーター・DJである。名前の「もちうつね」の由来は「もちろん鬱ね」より。VOCALOIDは初音ミクを主に使う。

## 経歴
もちうつねは小学生の頃、「カゲロウデイズ」や「脳漿炸裂ガール」などの曲を聞いていた。その後ボカロから一時期離れていたが、SoundCloudにアップロードされていたMameyudoufuの曲に感銘を受けたことをきっかけに再び聞くようになっていった。
2022年8月6日に歌愛ユキをボーカルに起用した「下がるガール」のミュージックビデオを公開し、ボカロPとしてデビューした。
同年10月7日、「おくすり飲んで寝よう」のミュージックビデオを公開し、3日後には自身の曲としては初のデジタル配信がされた。この曲はボカコレ2022秋ルーキー部門において15位を獲得した。2024年3月11日にはミュージックビデオがニコニコ動画で100万回再生された。
2023年3月18日にリリースされた「悶々ふぁんもおらん」は、ボカコレ2023春ルーキー部門にて3位を獲得した。Billboard JAPANのニコニコ VOCALOID SONGS TOP20に9位で初登場した。
2024年に「流行りのアイス」をリリースし、ボカコレ2024冬の初参加となったTOP100において11位を獲得。ニコニコ VOCALOID SONGS TOP20には10位で初登場した。

## 人物
いよわに大きな影響を受けており、そのため音楽性はポップでありながら、鬱などをテーマにしており情緒不安定のように見られると言われている。またいよわと同じくミュージックビデオを一人で制作している。
精神的な問題を抱えており、2024年に3月にX(Twitter)にて自殺をほのめかす投稿をしたが、すぐに予約投稿を取り消し忘れたとして撤回した。しかし同年5月にはオーバードーズにより自殺を図り救急搬送されている。

## ディスコグラフィ

### シングル

#### デジタルシングル
| # | リリース日 | リリース日 | タイトル             |
| # | 年         | 月日       | タイトル             |
| - | ---------- | ---------- | -------------------- |
| 1 | 2022年     | 10月10日   | おくすり飲んで寝よう |
| 2 | 2023年     | 01月01日   | ご教示ください?      |
| 3 | 2023年     | 02月25日   | 下がるガール         |
| 4 | 2023年     | 03月24日   | 悶々ふぁんもおらん   |
| 5 | 2023年     | 10月25日   | 風呂入るプロファイル |

### ミュージック・ビデオ
| # | リリース日 | リリース日 | タイトル             |
| # | 年         | 月日       | タイトル             |
| - | ---------- | ---------- | -------------------- |
| 1 | 2022年     | 08月06日   | 下がるガール         |
| 2 | 2022年     | 10月07日   | おくすり飲んで寝よう |
| 3 | 2022年     | 12月30日   | ご教示ください?      |
| 4 | 2023年     | 03月18日   | 悶々ふぁんもおらん   |
| 5 | 2023年     | 08月05日   | 風呂入るプロファイル |
| 6 | 2023年     | 11月02日   | 猫っちい             |
| 7 | 2024年     | 02月23日   | 流行りのアイス       |

### リミックス作品
| # | 公開日 | 公開日 | タイトル                  | 歌唱 |
| # | 年     | 月日   | タイトル                  | 歌唱 |
| - | ------ | ------ | ------------------------- | ---- |
| 1 | 2022   | 10/8   | きゅうくらりん-りみっくす | 可不 |